# منتخب ناورو لكرة السلة
منتخب ناورو لكرة السلة هو ممثل ناورو الرسمي في المنافسات الدولية في كرة السلة
. تأسس في 1975.